# Hochtief
HOCHTIEF Aktiengesellschaft – największe niemieckie przedsiębiorstwo budowlane o zasięgu globalnym z siedzibą w Essen.
W Stanach Zjednoczonych działa za pośrednictwem spółki zależnej Turner Construction, w Australii poprzez Leighton Group. W 2021 r. Hochtief zatrudniał ok. 34 000 pracowników w trzech dywizjach (Americas, Asia Pacific, Europe). Funkcjonują w nich działy, związane są z całym procesem realizacji inwestycji budowlanych: planowaniem projektów, finansowaniem, pracami budowlanymi oraz eksploatacją obiektów. HOCHTIEF Posiada 20% udziałów w spółce Abertis, która jest wiodącym operatorem autostrad na świecie.
Wartość sprzedaży w 2021 r. wyniosła 21,4 mld euro

## Historia
Przedsiębiorstwo powstało w roku 1873. W swoim dorobku inżynierskim może pochwalić się m.in. pracami ratowniczymi podczas przenoszenia świątyni Abu Simbel w Egipcie z miejsca realizowanej budowy tamy Wielkiej Tamy Asuańskiej na Nilu, projektami infrastrukturalnymi, takimi jak nowy port lotniczy Ateny oraz pierwszej elektrowni jądrowej w Niemczech.
W okresie II wojny światowej przedsiębiorstwo wykonało m.in. bunkier Hitlera w Berlinie oraz rezydencję Berghof w Obersalzbergu.
Do współpracy przy tworzeniu różnorakich projektów zapraszane były przez Hochtief również uczelnie artystyczne, m.in. słynny weimarski Bauhaus, do dziś wiele obiektów zrealizowanych przez Hochtief oraz uczelnie artystyczne znajduje się na międzynarodowej Liście światowego Dziedzictwa UNESCO.
Przykłady realizacji spółek HOCHTIEF na świecie:
- Most Bosforski (Turcja),
- Most nad Wielkim Bełtem (Dania),
- tunel Gotarda w Alpach Szwajcarskich,
- port lotniczy King Abdulaziz International Airport (Arabia Saudyjska),
- wieżowce Burdż Chalifa w Dubaju, Taipei 101 w Tajpej, Messeturm i Commerzbank Tower we Frankfurcie nad Menem,
- Filharmonia nad Łabą w Hamburgu.

W Polsce Hochtief brał udział w realizacji m.in.:
- portów lotniczych Okęcie (dziś lotnisko Chopina) w Warszawie (1990–1992, 2010–2011, 2012–2015), Wrocław-Strachowice (2009–2012) i Poznań-Ławica (2011–2013)
- gmachu Sądu Najwyższego w Warszawie (1996–2000),
- biurowca Metropolitan w Warszawie (2001–2003),
- wieżowców Rondo 1 (2003–2006) i Cosmopolitan Twarda 2/4 (2010–2014) w Warszawie,
- centrów handlowych Stary Browar (2002–2007) i Galeria Malta (2007–2009) w Poznaniu, Galeria Bałtycka w Gdańsku (2006–2007) oraz Supersam w Katowicach (2013–2016),
- Instalacji Termicznego Przekształcania Odpadów Komunalnych (2013–2016) w Poznaniu,
- Opery Krakowskiej (2004–2008),
- Muzeum II Wojny Światowej w Gdańsku (2014–2017),
- Centrum Praskiego Koneser w Warszawie (2016–2018).
- budynków Krakowskiej Akademii im. Andrzeja Frycza Modrzewskiego (2003–2008) i Wydziału Fizyki, Astronomii i Informatyki Stosowanej Uniwersytetu Jagiellońskiego (2010–2014) w Krakowie oraz Akademii Sztuk Pięknych im. Eugeniusza Gepperta we Wrocławiu (2010–2012),
- terminala kontenerowego DCT Gdańsk (2005–2007),
- licznych projektów mieszkaniowych, biurowych, handlowych, magazynowych i przemysłowych na terenie całego kraju.

## Akcjonariat
Według danych na rok 2021 50,4% akcji Hochtief posiada hiszpański Actividades de Construccion y Servicios, ok. 15,9% – włoska Atlantia S.p.A., ok. 30% przypada na akcjonariat rozproszony, zaś akcje własne stanowią ok. 3,5%